# Sue Townsend
Susan "Sue" Lillian Townsend (2. travnja 1946., Leicester - 10. travnja 2014., Leicester), engleska književnica.

## Životopis
Sue Townsend rođena je 2. travnja 1946. u Leicesteru kao kći engleskih katolika. Početkom 1950-ih pohađala je školu Glen Hills, a kasnije je otišla u žensku školu u južnom Wigstonu. Školu je napustila s 15 godina i potom obavljala različite poslove (domaćica, prodavačica, hotelska činovnica...) Udala se s 18 godina i rodila troje djece, koje je odgajala sama jer ju je muž napustio. Liječnici su joj 1999. otkrili dijabetes, nakon čega je počela ubrzano gubiti vid. Živjela je u Leicesteru, gdje je i umrla 10. travnja 2014.

## Književna karijera
Iako je još u školi pisala kratke pripovijetke, Townsend je pravu književnu karijeru započela kao dramatičarka napisavši dramu Womberang 1979. Popularnost je u zemlji i svijetu stekla objavljivanjem devet romana iz serijala "Adrian Mole", koji govore o pametnom tinejdžeru iz siromašne radničke obitelji. U svojim romanima Townsend kritizira politiku ljevičarskih vlada Ujedinjenog Kraljevstva, zbog kojih su radnici i seljaci dospjeli na rub egzistencije. Međutim, njezino britko pero upereno je i na slavnu britansku premijerku Margaret Thatcher, koja je svojim političkim potezima stekla ogroman ugled u zemlji i svijetu. Pisala je i eseje te romane o kraljevskoj obitelji.

### Proza

#### Romani

##### Adrian Mole
1. Tajni dnevnik Adriana Molea (1982.)
2. Novi jadi Adriana Molea (1985.)
3. Adrian Mole na pragu zrelosti (1989.)
4. Adrian Mole i mali vodozemci (1991.)
5. Adrian Mole: Godine divljine (1993.)
6. Adrian Mole: Godine kapučina (1999.)
7. Adrian Mole i oružje za masovno uništenje (2004.)
8. Izgubljeni dnevnici Adriana Molea (2008.)
9. Adrian Mole i nemoćne godine (2009.)

##### Kraljevska obitelj
1. Kraljica i ja (1992.)
2. Kraljica Camilla (2006.)

##### Ostali
1. San gospodina Bevana (1989.)
2. Broj deset (2002.)
3. Žene koje su išle u krevet na godinu dana (2012.)

#### Eseji
1. Javne ispovijesti sredovječne žene (2001.)

### Drama
1. Womberang (1979.)
2. Dnevni boravak (1981.)
3. Tražiti riječi (1983.)
4. Uho, grlo, nos (1987.)

## Vanjske poveznice
- Hrvatska enciklopedija: Townsend, Sue